# Who Are You
Who Are You is een album van de Britse rockband The Who. In augustus van het jaar 1978 werd het album uitgebracht door MCA Records in de Verenigde Staten en door Polydor Records in het Verenigd Koninkrijk. Het album haalde nummer 2 in de peilingen in de V.S. en nummer 6 in die van Groot-Brittannië. Who Are You was het laatste album waarop Keith Moon als drummer te horen was. Hij zou een maand na de uitgifte van het album overlijden aan de gevolgen van een overdosis chloormethaziol, voorgeschreven tegen zijn alcoholverslaving.

## Geschiedenis

### Prog en Punk
Who Are You werd uitgebracht toen de twee grootste 'kampen' van de rockmuziek, prog-rock en punkrock, in een conflict waren over hun nogal tegenstrijdige en uiteenlopende stijlen. Pete Townshend, de gitarist en eerste songwriter van de band, schreef de nummers van deze plaat als een poging om de twee stijlen weer bijeen te brengen. Het album toont een aantal van de moeilijkste liedstructuren die Townshend ooit had geschreven, met onder andere meerdere synthesizer-lijnen en snaarinstrumenten (- die ook te horen zijn in nummers als Won't Get Fooled Again en Baba O'Riley van het album Who's Next). De achteruitgaande gezondheid van Moon is goed te horen in verschillende nummers. Het alcohol- en drugsgebruik van de eens zo furieuze en uitzinnige drummer heeft hem echt opgebroken.

### Who Are You
Tussen het vorige album (Who By Numbers) en Who Are You, heeft een pauze gezeten van drie jaar. In deze jaren was de band een beetje uiteen aan het vallen, met als oorzaken de verschillende solo-projecten van de bandleden, de verergerende alcohol- en drugsverslaving van drummer Moon en vooral ook de absolute vermoeidheid van de band vanwege het zware tourschema dat ze er dit decennium op nahielden. De gezondheid van Moon was de grootste zorg omdat hij alleen maar in de laatste weken van de opnames kon komen en het voor hem niet mogelijk was om in 6/8e maat te spelen in het nummer "Music Must Change". Om die reden werd ook besloten om de drumpartij volledig uit het nummer te verwijderen - op een paar bekkenslagen na. Toen de fotoshoot voor het album plaatsvond, werd hem gezegd dat hij op een stoel moest gaan zitten op een zodanige manier dat al zijn aangekomen gewicht (sinds 1975) verborgen werd. Ironisch genoeg stond er op die stoel: "NOT TO BE TAKEN AWAY"- "NIET WEGHALEN".

### Na uitgifte
Het album was een groot commercieel succes, een haalde een platina plaat in de V.S. en kwam op nummer 2 in de Billboard Pop Albums chart. De soundtrack van Grease stak er een stokje voor dat Who Are You op nummer één in de V.S. zou komen. Het succes van Who Are You veroorzaakte bij veel fans spanning omdat zij weer uit konden kijken naar een nieuwe tour die The Who zou moeten gaan maken om het album te promoten. Desalniettimin werd het album omringd door tragedie voor de Who-fans omdat Moon dus kort na het uitgeven van de band overleed. De nummers van het album werden later toch nog op tour uitgebracht met een nieuwe drummer (Kenney Jones) en een keyboardist (John "Rabbit" Bundrick).

## De plaat

### Track listing
| 1. "New Song" (Townshend) – 4:13 2. "Had Enough" (Entwistle) – 4:27 3. "905" (Entwistle) – 4:02 4. "Sister Disco" (Townshend) – 4:22 5. "Music Must Change" (Townshend) – 4:38 6. "Trick Of The Light" (Entwistle) – 4:45 7. "Guitar And Pen" (Townshend) – 5:56 8. "Love Is Coming Down" (Townshend) – 4:04 9. "Who Are You" (Townshend) – 6:16 | Bonus tracks (1996 remastered CD) 1. "No Road Romance" (Townshend) – 5:10 2. "Empty Glass" (Demo versie) (Townshend) – 6:23 3. "Guitar And Pen" (Olympic '78 Remix) (Townshend) – 5:58 4. "Love Is Coming Down" (Work In Progress mix) (Townshend) – 4:06 5. "Who Are You" (Lost verse) (Townshend) – 6:18 |

### Bezetting
- Roger Daltrey: zang
- Pete Townshend: Elektrische gitaar, piano, synthesizer, zang
- John Entwistle: Basgitaar, synthesizer, zang, hoorn
- Keith Moon: Drums en percussie
- Andy Fairweather-Low: Achtergrondzang
- Rod Argent: Synthesizer en piano
- Ted Astley: Strijkersarrangementen

Voor meer gedetailleerde informatie, zie The Who (bezetting)